# The Velours
The Velours waren een Amerikaanse R&B-zanggroep die sinds het vertrek naar Engeland verdergingen als The Fantastics. Eind jaren vijftig kenden The Velours twee bescheiden pophits in de VS, Can I come over tonight en Remember. Als The Fantastics hadden ze in 1971 een top 10-hit met Something old, something new, gevolgd door een bescheiden hit in de VS met (Love me) Love the life I lead.

## Als The Velours

### Oprichting
In 1953 werd de groep in de wijk Bedford-Stuyvesant in Brooklyn opgericht als The Troubadours. De oorspronkelijke leden waren Jerome 'Romeo' Ramos (tenor), John Cheatdom (tenor), Marvin Holland (bas) en Sammy Gardner (leadzang). Toen Gardner in 1955 in dienst moest, werd zijn plaats ingenomen door Kenneth Walker, een neef van Cheatdom. The Troubadours traden op in Brooklyn maar hadden niet veel succes. In 1956 werd een vijfde zanger aangetrokken, Donald Haywoode (tenor), en de naam van de groep werd veranderd in The Velours. Holland en Walker verlieten de groep en hun plaatsen werden ingenomen door John Pearson en Charles Moffitt. Vervolgens werd pianist Calvin McClean aangetrokken en namen ze bij het Onyx-label hun eerste nummers op.

### Hits en optredens
Can I come over tonight (1957), een pennevrucht van Haywoode, bereikte nummer 83 in de Billboard Hot 100. Een jaar later behaalden ze opnieuw een nummer 83-notering met Remember (1958), met Ramos als leadzanger. Daarnaast verscheen het album Remember with The Velours. Regelmatig verzorgden ze optredens in het Apollo Theater, als voorprogramma's voor sterren zoals Roy Brown, Fats Domino, Larry Williams en Bo Diddley. Nadat een zesde zanger, Troy Keyes, aangetrokken was, namen ze eind jaren vijftig en begin jaren zestig nummers op voor verscheidene kleine New Yorkse labels, zoals Gone Records van George Goldner. Met deze platen hadden ze echter weinig succes.
In 1961 werd de oorspronkelijke groep ontbonden en in 1966 besloten Ramos, Cheatdom en Haywoode om The Velours weer op te richten. Kort daarop kwam Richard Pitts (tenor) bij de band. In 1967 namen ze bij MGM Records de single I'm gonna change op.

### Engeland
Nog hetzelfde jaar vertrokken ze voor een tournee naar Engeland. Bij aankomst ontdekten ze dat zij aangekondigd zouden worden als The Fabulous Temptations, en de verwachtingen waren dat ze Motown-songs zouden opvoeren. De tournee werd niettemin een succes.

## Als The Fantastics
Peter Stringfellow, een clubeigenaar in Sheffield, vroeg hen in 1968 om terug te komen. Deze keer kwamen ze onder een nieuwe naam, The Fantastics. Ook besloten ze om in het Verenigd Koninkrijk te blijven. Ze namen verscheidene singles op bij MGM en later bij Deram Records.
In 1971 tekenden ze bij Bell Records en brachten Something old, something new uit, een lied dat werd geschreven en geproduceerd door de Britse lieddichters Tony Macaulay, Roger Greenaway en Roger Cook. De single bereikte nummer 9 in de UK Singles en nummer 102 in de Amerikaanse Billboard. Alhoewel de opvolgers van die single minder succesvol waren, bleken The Fantastics een populaire live-attractie te zijn. Daarbij vonden enkele bezettingswisselingen plaats.
In 1972 bereikte hun single (Love me) Love the life I lead nummer 86 in de Amerikaanse Billboard Hot 100; in Engeland werd het geen hit. Dit nummer kwam van de hand van Macaulay en Greenaway, waarbij de laatste ook de productie voor zijn rekening nam.

### Latere bezettingen
In 1972 verliet Pitts de groep om docent te worden aan de Universiteit van Huddersfield; daarnaast ging hij muzikaal verder met een andere zanggroep, The Invitations. Ramos en Cheatdom verlieten de groep medio 1975. Donald Haywoode bleef over als het enige oorspronkelijk lid van The Fantastics.
In 1986 verzorgden The Fantastics nog steeds optredens in nachtclubs en ook in het cabaretcircuit, maar dan als een trio dat bestond uit Haywoode, Elvin Hayes en Emma St. John.

## Afsplitsingen
Charles Moffitt and His Velours
Eind jaren zeventig formeerde Moffitt een nieuwe groep, Charles Moffitt and His Velours, met als leadzanger Eulis Mason. Moffitt kwam in 1986 te overlijden, toen hij tijdens een ruzie werd doodgeschoten. De overgebleven bandleden veranderden de groepsnaam niet en traden tot in de jaren negentig op als Charles Moffitt's Velours, featuring Eulis Mason. Ook namen ze zo nu en dan nummers op.
The Realistics
Cheatdom verliet The Fantastics in 1976. Hij bleef in Engeland en richtte The Realistics op. In 1983 werd de groep ontbonden. Daarna maakte hij deel uit van The Platters die bestonden uit verschillende onofficiële bezettingen. Soms trad de groep op als The Magic Platters tijdens internationale tournees.